# Ibis (Ovidio)
Ibis es un poema injurioso escrito por el poeta romano Ovidio durante sus años en el exilio junto al Mar Negro por una ofensa a Augusto. Es "un rayo continuo de insultos violentos pero extremadamente eruditos", basado en un poema perdido del poeta griego alejandrino Calímaco.

## Sujeto del poema
El Ibis de Ovidio es un producto altamente artificial y de circunstancia, lo que hace que no sea una lectura fácil. Pero es interesante, entre otras cosas, porque ilustra la propensión del autor a moverse en más de un plano de realidad. El poema contiene elementos de tres maneras diferentes de reaccionar al mismo ultraje; de estos, el primero se podría decir realista, el segundo romántico, y el tercero grotesco.
Hermann FränkelOvid: A Poet between Two Worlds

La víctima de los insultos del poeta se desconoce, puesto que usa el pseudónimo "Ibis", y no se ha llegado a ningún consenso sobre a quien podría referirse el pseudónimo. Tito Labieno, Caninius Rebilus, el amigo de Ovidio Sabino Supe y el emperador Augusto han sido propuestos, como también el hecho que "Ibis" podría referirse además de a una persona, a nadie, o incluso a la misma poesía de Ovidio.: 185 
Basándose en el saber enciclopédico que había demostrado en Las metamorfosis y sus otras obras — presumiblemente de memoria, puesto que supuestamente tenía pocos libros en el exilio — Ovidio amenaza a su enemigo en la segunda sección del poema (versos 251–638) con "todo tipos de destinos crueles e incompatibles" que ocurrieron a varias figuras míticas e históricas. Ovidio también dice en la descarga inicial que incluso si muere en el exilio, su fantasma se levantará y estropeará la carne de Ibis.: 129 

## Estructura y estilo
El poema de 644 versos, como todas las obras que nos han llegado de Ovidio excepto Las metamorfosis, está escrito en dísticos elegíacos. Es así un ejemplo poco usual, pero no único, de poesía invectiva en la antigüedad escrita de forma elegíaca, más que de maneras más comunes como yambo o endecasílabo.: 184  La naturaleza encantadora de las maldiciones a Ibis ha llevado a comparaciones con las mesitas de maldición (defixiones), a pesar de que las de Ovidio son literariamente elaboradas.

## Posteridad
Ibis atrajo un gran número de escolios y fue diseminado y referenciado ampliamente en la literatura renacentista. En su traducción anotada (1577), Thomas Underdowne encontró en Ibis un repertorio de "todo tipo de perversiones castigadas, todas las ofensas corregidas, y todos los entuertos vengados.": 131  Un traductor inglés remarcó que "anotar cada una de las alusiones dentro de este poema sería bastante para llenar un pequeño volumen."

## Textos en línea y traducciones
La edición príncipe de las obras completas de Ovidio, incluyendo Ibis, se publicó el 1471 en Italia. Hay versiones en la red en latín y traducciones de las obras en inglés.

### Latín
- A.E Housman, P. Ovidi Nasonis Ibis, in J.P. Postgate (ed.) Corpus Poetarum Latinorum, London 1894.
- R. Ellis, P. Ovidii Nasonis Ibis, Oxford Classical Text, 1881.
- A. Riese, P. Ovidii Nasonis Carmina, vol. 3, 1899.

### Traducciones al inglés
- Henry Thomas Riley, "The Invective Against the Ibis," prose, 1885.
- A. S. Kline, "Ovid - Ibis," Poetry in Translation, 2003